# UDP-N-acetilglukozamin 1-karboksiviniltransferaza
UDP-N-acetilglukozamin 1-karboksiviniltransferaza (EC 2.5.1.7, MurA transferaza, UDP--acetilglukozamin 1-karboksivinil-transferaza, UDP--acetilglukozamin enoilpiruviltransferaza, enoilpiruvatna transferaza, fosfoenolpiruvat-UDP-acetilglukozamin-3-enolpiruviltransferaza, fosfoenolpiruvat:UDP-2-acetamido-2-dezoksi-D-glukoza 2-enoil-1-karboksietiltransferaza, fosfoenolpiruvat:uridin difosfat N-acetilglukozamin enolpiruviltransferaza, fosfoenolpiruvat:uridin-5'-difosfo--acetil-2-amino-2-dezoksiglukoza 3-enolpiruviltransferaza, fosfopiruvat-uridin difosfoacetilglukozamin piruvattransferaza, piruvat-UDP-acetilglukozamin transferaza, piruvat-uridin difosfo--acetilglukozamin transferaza, piruvat-uridin difosfo--acetil-glukozamin transferaza, piruvin-uridin difosfo--acetilglukozaminiltransferaza, fosfoenolpiruvat:UDP--acetil-D-glukozamin 1-karboksiviniltransferaza) je enzim sa sistematskim imenom fosfoenolpiruvat:UDP--acetil-alfa--glukozamin 1-karboksiviniltransferaza. Ovaj enzim katalizuje sledeću hemijsku reakciju
fosfoenolpiruvat + UDP--acetil-alfa--glukozamin {\displaystyle \rightleftharpoons } fosfat + UDP--acetil-3-O-(1-karboksivinil)-alfa-D-glukozamin

## Literatura
- Nicholas C. Price; Lewis Stevens (1999). Fundamentals of Enzymology: The Cell and Molecular Biology of Catalytic Proteins (Third изд.). USA: Oxford University Press. ISBN 019850229X.
- Eric J. Toone (2006). Advances in Enzymology and Related Areas of Molecular Biology, Protein Evolution (Volume 75 изд.). Wiley-Interscience. ISBN 0471205036.
- Branden C; Tooze J. Introduction to Protein Structure. New York, NY: Garland Publishing. ISBN 0-8153-2305-0.
- Irwin H. Segel. Enzyme Kinetics: Behavior and Analysis of Rapid Equilibrium and Steady-State Enzyme Systems (Book 44 изд.). Wiley Classics Library. ISBN 0471303097.

## Spoljašnje veze
- UDP-N-acetylglucosamine+1-carboxyvinyltransferase на 